# Залив Малое Онего
Зали́в Ма́лое Оне́го — крупный залив в северо-восточной части Онежского озера на территории Республики Карелия.
Северная граница залива — Заонежский залив, южная — линия мыс Кочковнаволок—устье реки Водла.
Берега залива невысокие, каменистые, поросшие смешанным лесом. Грунт в заливе — ил, глина, песок.
Наиболее значительные бухты и губы залива Малое Онего:
- бухта Кочковнаволок
- губа Щепиха (глубины 6—9 м)
- губа Унойгуба
- губа Конда (глубины 10—19 м)
- губа Войгуба (глубины 5—10 м)

Острова: Василисин, Деда, Кладовец, Еловцы, Лосьи, Унойские, Малые Климецкие, Мудр, Рид, Пачостров.